# Заслужений лісник Республіки Білорусь
«Заслужений лісник Республіки Білорусь» — почесне звання.

## Порядок присвоєння
Присвоєння почесних звань Республіки Білорусь здійснює Президент Республіки Білорусь. Рішення щодо присвоєння
державних нагород оформляються указами Президента Республіки Білорусь. Державні нагороди, в тому числі
почесні, звання вручає Президент Республіки Білорусь або інші службовці за його вказівкою. Присвоєння почесних
звань РБ відбувається в урочистій атмосфері. Державна нагорода РБ вручається нагородженому особисто. У випадку
присвоєння почесного звання РБ з вручення державної нагороди видається посвідчення.
Особам, удостоєним почесних звань РБ, вручають нагрудний знак.
Почесне звання «Заслужений лісник Республіки Білорусь» присвоюється високопрофесійним спеціалістам лісгоспів, організацій лісовпорядкування та інших організацій лісового господарства, працівникам природоохоронних органів та
організацій, які працюють за спеціальністю п'ятнадцять і більше років, за заслуги в розвитку лісового господарства, збереженні та збільшенні лісових багатств, збереженні рослинного та тваринного світу, вирішенні складних екологічних проблем.